# Chandler (Texas)
Chandler es una ciudad ubicada en el condado de Henderson en el estado estadounidense de Texas. En el Censo de 2010 tenía una población de 2.734 habitantes y una densidad poblacional de 170,26 personas por km².

## Geografía
Chandler se encuentra ubicada en las coordenadas 32°18′25″N 95°28′25″O / 32.30694, -95.47361. Según la Oficina del Censo de los Estados Unidos, Chandler tiene una superficie total de 16.06 km², de la cual 15.72 km² corresponden a tierra firme y (2.13%) 0.34 km² es agua.

## Demografía
Según el censo de 2010, había 2.734 personas residiendo en Chandler. La densidad de población era de 170,26 hab./km². De los 2.734 habitantes, Chandler estaba compuesto por el 86.69% blancos, el 9.33% eran afroamericanos, el 0.48% eran amerindios, el 1.06% eran asiáticos, el 0% eran isleños del Pacífico, el 0.99% eran de otras razas y el 1.46% pertenecían a dos o más razas. Del total de la población el 2.67% eran hispanos o latinos de cualquier raza.